# Hildibaldo
Hildibaldo, también llamado Ildebaldo o Ildebad (fallecido en 541), fue un rey de los ostrogodos en Italia.

## Biografía
Hildibaldo era sobrino de Teudis, un rey ostrogodo de los visigodos en España. Esta relación llevó a Peter Heather a sugerir que ambos pertenecían a un poderoso clan no real. En el 540, el rey ostrogodo Vitiges fue hecho prisionero por el general bizantino Belisario en Rávena. Los hijos de Hildibaldo también fueron hechos prisioneros. Hildibaldo era uno de los godos al norte del río Po que todavía se negaba a rendirse a la autoridad romana. Sin embargo, tras la captura de Vitiges, Hildibaldo había intentado negociar los términos de la rendición con Belisario, quizás por el destino de sus hijos.
Después de la captura de Vitiges, el principal candidato al trono ostrogodo era Uraias, que era sobrino de Vitiges, un hábil comandante militar y estaba a cargo de Ticinum (Pavía). Uraias, sin embargo, declinó porque su familia carecía de "fortuna real", y en su lugar sugirió a Hildibaldo, quien en ese momento estaba a cargo de Verona. Estas eran las únicas ciudades que todavía estaban en manos de los ostrogodos en ese momento. Después de ser elegido rey en 540, Hildibaldo trasladó su capital a Pavía. Hildibaldo volvió a intentar negociar una rendición, pero después de que Belisario navegara a Constantinopla junto con Vitiges y la familia de Hildibaldo, la guerra se reanudó. El territorio ostrogodo en este momento consistía solo en una estrecha franja de tierra entre Pavía y Verona, mientras que el ejército estaba formado por apenas 1.000 hombres, aunque este número iba en aumento.
La falta de coordinación entre los comandantes bizantinos restantes permitió a Hildibaldo extender su autoridad por Liguria y Venecia. En 541 d. C., su comandante militar Vitalio y un considerable cuerpo de hérulos lo contrataron fuera de la fuertemente defendida ciudad de Treviso. La batalla fue una victoria decisiva para los godos, con Vitalio escapándose apenas mientras el líder de hérulos fue asesinado. Su sobrino Totila luego se convirtió en comandante militar de Treviso. Posteriormente, Hildibaldo pudo extender su autoridad a todo el valle del Po. La victoria le dio un mayor apoyo entre los godos, mientras que los asfixiantes impuestos romanos a las provincias y la falta de coordinación entre los generales le permitieron adquirir muchos desertores romanos. 
En 541, Hildibaldo mandó asesinar a Uraias. Según Procopio de Cesarea, el asesinato de Uraias había sido instigado por la esposa de Hildibaldo, quien se sintió insultada por el estilo de vida lujoso de la esposa de Uraias. Herwig Wolfram sugiere que se trata de un invento de Procopio para "personalizar" las causas de los acontecimientos políticos, y que la verdadera razón del asesinato de Uraias fue que el clan de Vitiges se había aliado con bárbaros no góticos, incluidos los rugios y probablemente gépidos, para conspirar contra el gobierno de Hildibaldo. 
En cualquier caso, en mayo de 541, Hildibaldo fue asesinado en un banquete real por su guardaespaldas gépido Velas, cuya amante gótica fue casada con otra persona por Hildibaldo mientras Velas estaba fuera. La falta de un sucesor godo adecuado permitió a los rugios convertir a Erarico en rey de los godos. Erarico, sin embargo, traicionó a los godos y ofreció en secreto entregar el reino gótico a los bizantinos a cambio de dinero. Como resultado, los godos de Pavía le ofrecieron el trono al sobrino de Hildibaldo, Totila. Totila estaba en ese momento negociando con el comandante imperial en Rávena, y exigió la muerte de Erarico si quería aceptar el trono. Después de que Erarico fue asesinado en octubre de 541, Totila se convirtió en rey de los ostrogodos, título que ostentó durante más de diez años.